# ستيف باركر (كاتب)
ستيف باركر (بالإنجليزية: Steve Barker)‏ هو كاتب سيناريو ومخرج بريطاني، ولد في 4 أبريل 1971 في بلاكبول في المملكة المتحدة.

## وصلات خارجية
- ستيف باركر على موقع IMDb (الإنجليزية)
- ستيف باركر على موقع ألو سيني (الفرنسية)
- ستيف باركر على موقع أول موفي (الإنجليزية)
- ستيف باركر على موقع قاعدة بيانات الأفلام السويدية (السويدية)
- ستيف باركر على موقع قاعدة بيانات الفيلم (الإنجليزية)
- ستيف باركر على موقع كينوبويسك (الروسية)